# Antony Jenkinson

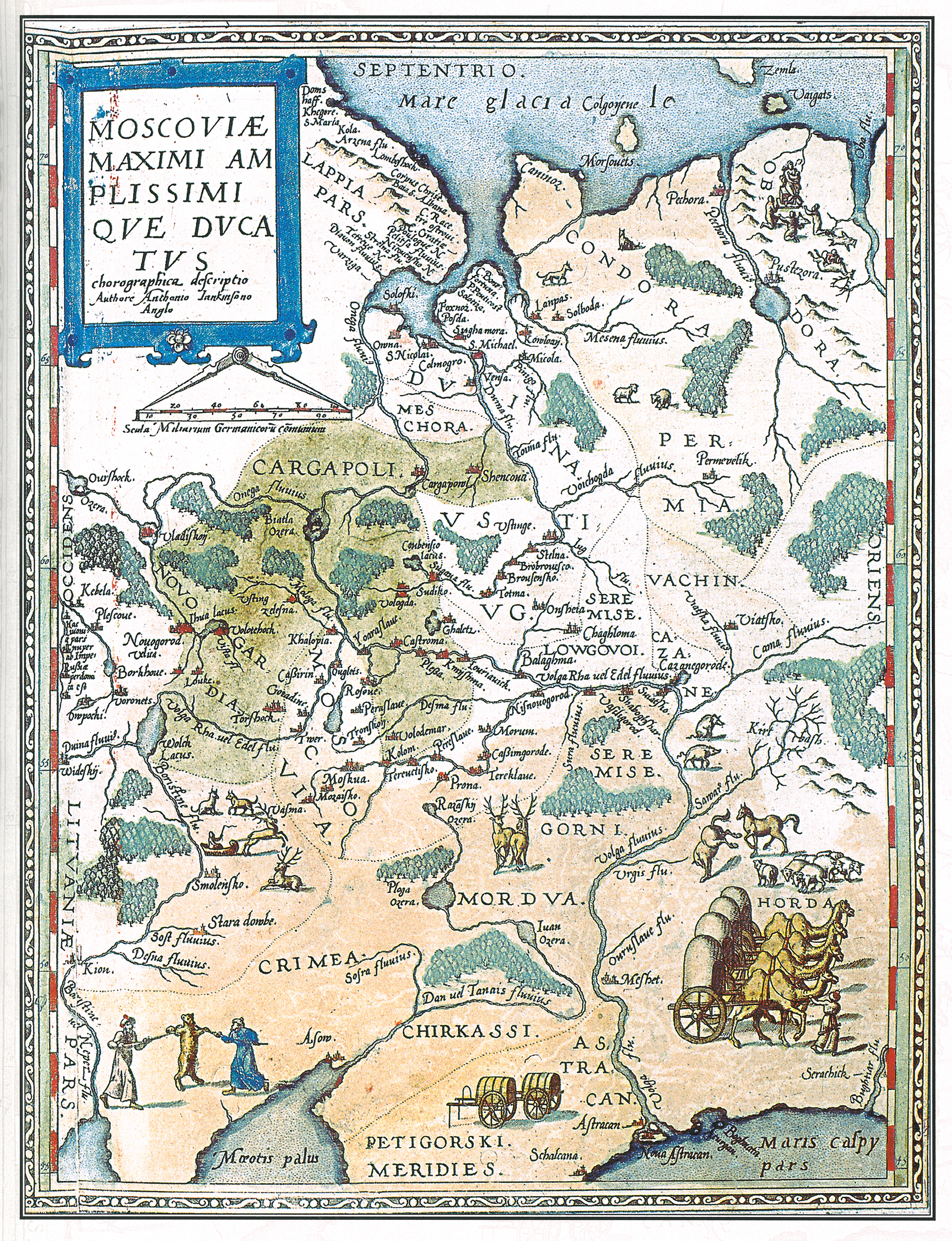
Karte des Großfürstentums Moskau (Moskowiter Reich) nach Antony Jenkinson aus dem Jahre 1593. Die lateinische Karteninschrift lautet: "MOSCOVIAE MAXIMI AMPLISSIMIQVE DVCATVS chorographica descriptio Authore Anthonio Iankinsono Anglo"

Antony Jenkinson (* 1530 in Market Harborough, Leicestershire, England; † Februar 1611 in Ashton in Northamptonshire) war ein englischer Diplomat.

## Leben
Antony Jenkinson war der zweite Sohn von Elisabeth und William Jenkinson, einem Großgrundbesitzer.
Antony Jenkinson studierte bis 1546 in Oxford. Anschließend reiste er in die Levante.
Er war in Europa weitgereist, kannte alle Inseln des Mittelmeers, besuchte Damaskus und Jerusalem.
1553 war er in Aleppo, als Süleyman I. 300.000 Soldaten durch die Stadt in den Krieg marschieren ließ.
Er berichtete über Süleymans Besuch und erhielt von diesem das Vorrecht des gebührenfreien Handels und sicheres Geleit für seine Schiffe in den osmanischen Häfen.
1555 wurde Jenkinson Mitglied in der Worshipful Company of Mercers, der Kaufmannsgilde von London.
1557 wurde er zum Generalkapitän der Flotte der Muscovy Company, als Nachfolger von Richard Chancellor und Hugh Willoughby.
Am 3. Mai 1557 stach er von London aus mit der Primerose und drei weiteren Schiffen in See um Ossip Nepeja, den russischen Botschafter, zurück in seine Heimat zu bringen.
In Moskau sollte er Verhandlungen zu einem anglo-russischen Handelsabkommen führen und eine Handelsroute über Russland in den Orient erkunden.
Der Schiffsverband erreichte am 12. Juni 1557 das Weiße Meer und erkundete Wologda und Cholmogory.
Auf seiner Reise nach Moskau untersuchte er Handel und Gewerbe Russlands.
Er wurde von Iwan IV. am 25. Dezember 1557 mit einem Bankett empfangen.
Vom Zaren erhielt er einen Reisepass, der ihm erlaubte, entlang der Wolga und durch Astrachan zu reisen.
Im Frühjahr 1558 führte Jenkinson eine kleine Reisegruppe, welche die Wolga hinab reiste und über das Kaspische Meer segelte und mit einem Wagen nach Buchara weiter reiste.
Dort verhandelte er einen Handelsvertrag mit dem Emir.
Politische Unruhen und Gefahren in Mittelasien ließen ihn von seinem Vorhaben nach China zu reisen abkommen.
Er führte die Reisegesellschaft zurück nach Moskau, erstattete dem Zaren Bericht und kehrte im Februar 1560 nach London zurück.
Im August 1561 führte Jenkinson eine weitere Reisegruppe über das Kaspische Meer zum Hof von Abdullah II. in Derbent im Kaukasus.
Er reiste über Land zur persischen Hauptstadt Qazvin, wo ihm Schah Tahmasp I. jedoch keine Handelsvorzüge einräumte.
Auf seinem Rückweg erzielte er mit Abdullah II. eine günstige Vereinbarung zum Handel von englischer Wollkleidung für persische Seide.
Dies eröffnete der Muscovy Company langfristige Handelsbeziehungen, welche allerdings durch die Ausbreitung der Osmanen in der Region, Epidemien und den vorzeitige Tod Abdullahs II. beendet wurden.
Er kehrte am 28. September 1563 nach London zurück; dort bat er bei Elisabeth I. um Unterstützung für eine Expedition zur Entdeckung einer Nordostpassage.
Seinem Wunsch wurde nicht entsprochen und Jenkinson wurde beauftragt, die Rückkehr von James Hepburn, 4. Earl of Bothwell, nach Schottland zu verhindern, was letztlich scheiterte.
Die Muscovy Company ersuchte bei Elisabeth I., Jenkinson wieder nach Russland zu entsenden, um sich den Angelegenheiten des Unternehmens zu widmen.
Von Iwan IV. erhielt er am 22. September 1567 das Handelsmonopol für den Weißmeerhandel. 1568 war Jenkins zurück in London.
1571 wurde Jenkinson erneut nach Moskau entsandt, um Iwan IV. wohlzustimmen. Dieser hatte das Handelsmonopol widerrufen und Güter der Muscovy Company enteignet, da sein Vorschlag für ein Militärabkommen ignoriert wurde.
Jenkinsons letzte Reise nach Moskau (1571) fiel mit einem Angriff der Krimtataren auf Moskau sowie einer Seuche in Nordrussland zusammen, was seine Reise an den Hof des Zaren verzögerte.
Jenkinson gelang es, eine umfassende Versöhnung mit dem Zaren auszuhandeln.
Er kehrte im September 1572 nach London zurück mit dem Ziel, in den Ruhestand versetzt zu werden.
1576 wurde er in einem Komitee beschäftigt, das die Suche nach einer Nordostpassage vorbereitete.
1577 war er Gesandter in Dänemark.
1610 wurde er in den Ruhestand versetzt und bewirtschaftete sein Anwesen in Sywell, Northamptonshire.

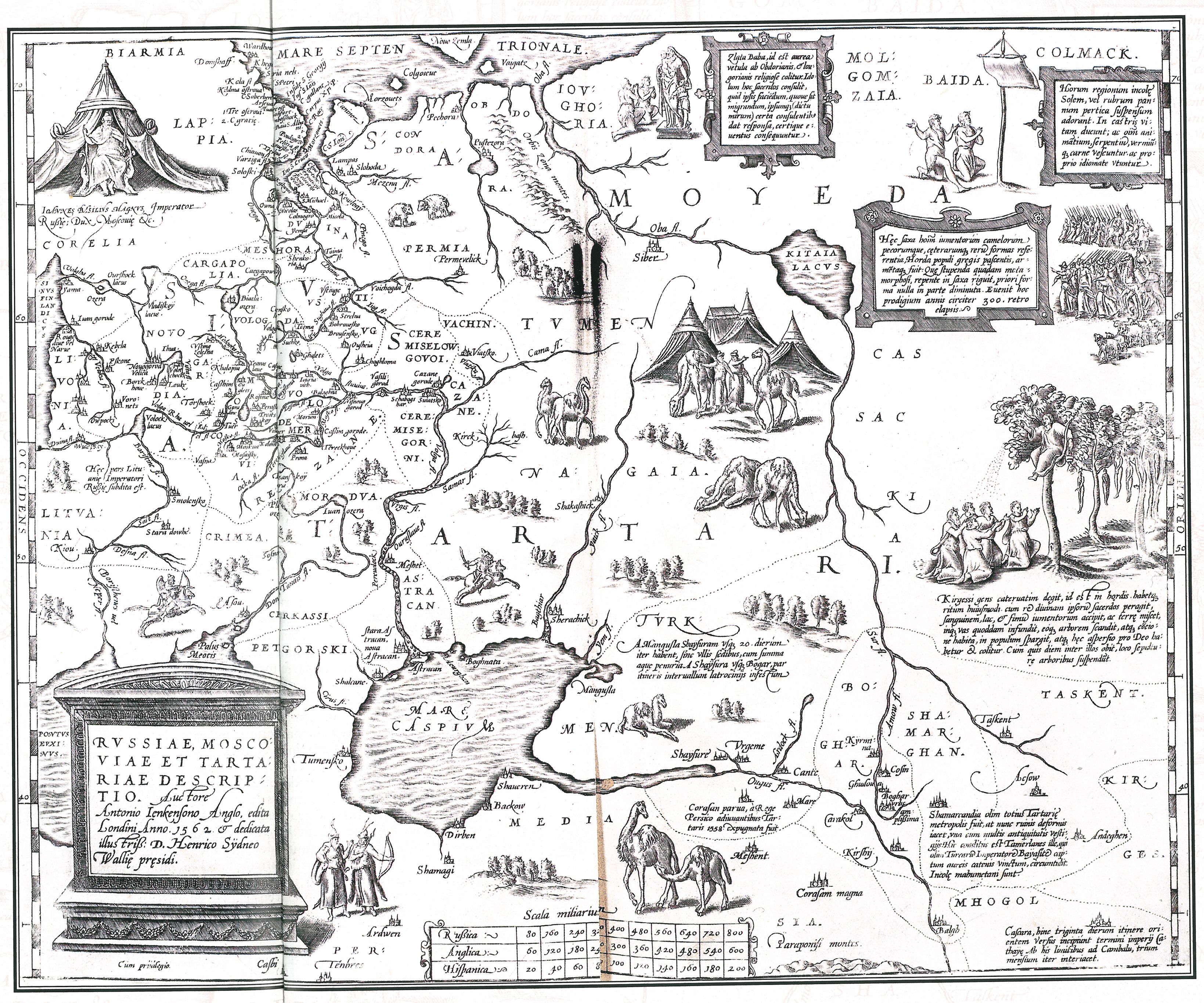
Karte des Großfürstentum Moskau nach Anthony Jenkinson aus dem Jahre 1562. Die lateinische Karteninschrift lautet: "RVSSIAE, MOSCOVIAE ET TATARIAE DESCRIPTIO. Auctore Antonio Ienkensono Anglo, edita Londini Anno 1562 & dedicata illustriß: D. Henrico Sÿdneo Walliae praesidi."
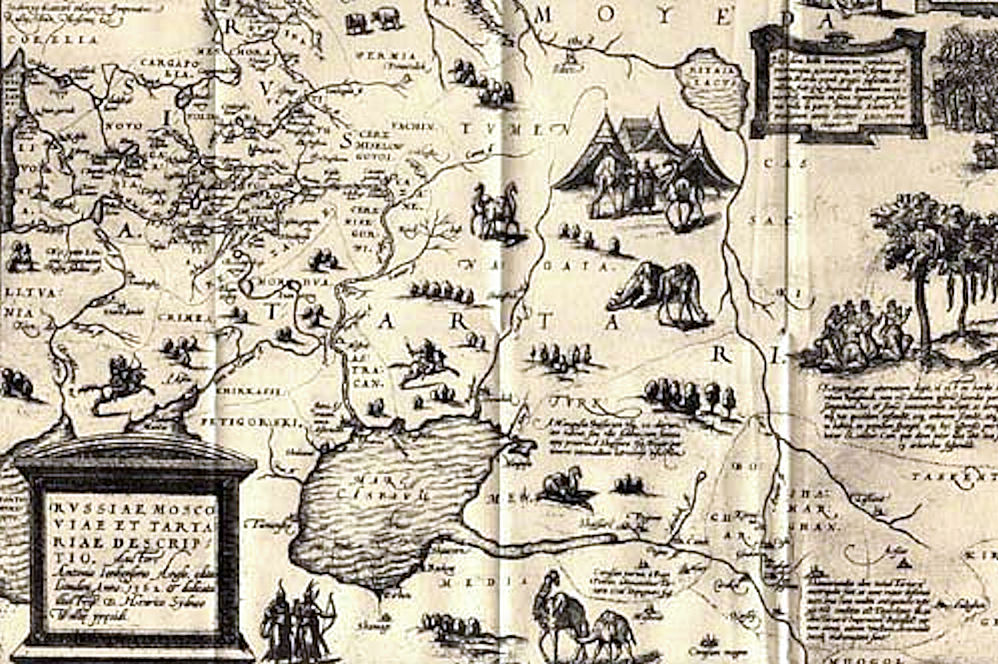
Russlandkarte von Jenkinson 1562 Bereich Kaspisches Meer.
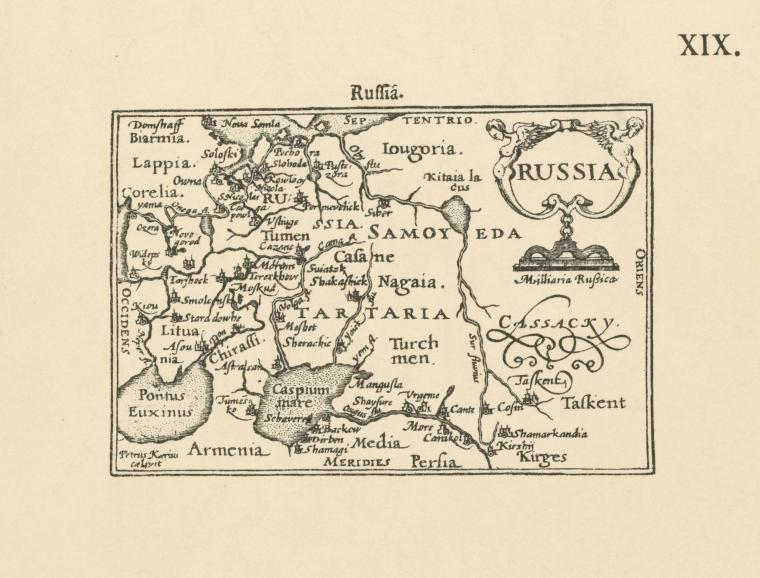
Karte von Jenkinson, 1598 in Amsterdam veröffentlicht